# Sevendust/Diskografie
Diese Diskografie ist eine Übersicht über die musikalischen Werke der US-amerikanischen Metalband Sevendust. Den Schallplattenauszeichnungen zufolge hat sie bisher mehr als 1,5 Millionen Tonträger verkauft. Ihre erfolgreichsten Veröffentlichungen sind die ersten drei Studioalben Sevendust, Home und Animosity mit jeweils über 500.000 verkauften Einheiten.

## Alben

### Studioalben
| Jahr | Titel Musiklabel                            | Höchstplatzierung, Gesamtwochen, AuszeichnungChartplatzierungen (Jahr, Titel, Musiklabel, Platzierungen, Wochen, Auszeichnungen, Anmerkungen) | Höchstplatzierung, Gesamtwochen, AuszeichnungChartplatzierungen (Jahr, Titel, Musiklabel, Platzierungen, Wochen, Auszeichnungen, Anmerkungen) | Höchstplatzierung, Gesamtwochen, AuszeichnungChartplatzierungen (Jahr, Titel, Musiklabel, Platzierungen, Wochen, Auszeichnungen, Anmerkungen) | Anmerkungen                                                 |
| Jahr | Titel Musiklabel                            | CH | US | Rock | Anmerkungen                                                 |
| ---- | ------------------------------------------- | --- | --- | --- | ----------------------------------------------------------- |
| 1997 | Sevendust TVT Records                       | — | US165 Gold · (16 Wo.)US | — | Erstveröffentlichung: 15. April 1997 Verkäufe: + 500.000    |
| 1999 | Home TVT Records                            | — | US19 Gold · (14 Wo.)US | — | Erstveröffentlichung: 24. August 1999 Verkäufe: + 500.000   |
| 2001 | Animosity TVT Records                       | — | US28 Gold · (12 Wo.)US | — | Erstveröffentlichung: 13. November 2001 Verkäufe: + 500.000 |
| 2003 | Seasons TVT Records                         | — | US14 (6 Wo.)US | — | Erstveröffentlichung: 7. Oktober 2003                       |
| 2005 | Next Winedark Records                       | — | US20 (1 Wo.)US | — | Erstveröffentlichung: 11. Oktober 2005                      |
| 2007 | Alpha Asylum Records                        | — | US14 (7 Wo.)US | Rock6 (3 Wo.)Rock | Erstveröffentlichung: 6. März 2007                          |
| 2008 | Chapter VII: Hope and Sorrow Asylum Records | — | US19 (1 Wo.)US | Rock9 (1 Wo.)Rock | Erstveröffentlichung: 1. April 2008                         |
| 2010 | Cold Day Memory Asylum Records              | — | US12 (1 Wo.)US | Rock4 (4 Wo.)Rock | Erstveröffentlichung: 20. April 2010                        |
| 2013 | Black Out the Sun Asylum Records            | — | US18 (1 Wo.)US | Rock5 (4 Wo.)Rock | Erstveröffentlichung: 26. März 2013                         |
| 2015 | Kill the Flaw Asylum Records                | — | US13 (1 Wo.)US | Rock2 (4 Wo.)Rock | Erstveröffentlichung: 2. Oktober 2015                       |
| 2018 | All I See Is War Rise Records               | CH59 (1 Wo.)CH | US28 (1 Wo.)US | Rock5 (1 Wo.)Rock | Erstveröffentlichung: 11. Mai 2018                          |
| 2020 | Blood & Stone Rise Records                  | — | US55 (1 Wo.)US | Rock10 (1 Wo.)Rock | Erstveröffentlichung: 23. Oktober 2020                      |
| 2023 | Truth Killer Napalm Records                 | CH58 (1 Wo.)CH | US80 (1 Wo.)US | Rock11 (1 Wo.)Rock | Erstveröffentlichung: 28. Juli 2023                         |

grau schraffiert: keine Chartdaten aus diesem Jahr verfügbar

### Livealben
| Jahr | Titel Musiklabel                                 | Höchstplatzierung, Gesamtwochen, AuszeichnungChartplatzierungen (Jahr, Titel, Musiklabel, Platzierungen, Wochen, Auszeichnungen, Anmerkungen) | Höchstplatzierung, Gesamtwochen, AuszeichnungChartplatzierungen (Jahr, Titel, Musiklabel, Platzierungen, Wochen, Auszeichnungen, Anmerkungen) | Höchstplatzierung, Gesamtwochen, AuszeichnungChartplatzierungen (Jahr, Titel, Musiklabel, Platzierungen, Wochen, Auszeichnungen, Anmerkungen) | Anmerkungen                                                  |
| Jahr | Titel Musiklabel                                 | CH | US | Rock | Anmerkungen                                                  |
| ---- | ------------------------------------------------ | --- | --- | --- | ------------------------------------------------------------ |
| 2004 | Southside Double-Wide: Acoustic Live TVT Records | — | US90 (2 Wo.)US | — | Akustik-Live-Album, CD+DVD Erstveröffentlichung: 4. Mai 2004 |

grau schraffiert: keine Chartdaten aus diesem Jahr verfügbar

### Kompilationen
| Jahr | Titel Musiklabel                            | Höchstplatzierung, Gesamtwochen, AuszeichnungChartplatzierungen (Jahr, Titel, Musiklabel, Platzierungen, Wochen, Auszeichnungen, Anmerkungen) | Höchstplatzierung, Gesamtwochen, AuszeichnungChartplatzierungen (Jahr, Titel, Musiklabel, Platzierungen, Wochen, Auszeichnungen, Anmerkungen) | Höchstplatzierung, Gesamtwochen, AuszeichnungChartplatzierungen (Jahr, Titel, Musiklabel, Platzierungen, Wochen, Auszeichnungen, Anmerkungen) | Anmerkungen                                        |
| Jahr | Titel Musiklabel                            | CH | US | Rock | Anmerkungen                                        |
| ---- | ------------------------------------------- | --- | --- | --- | -------------------------------------------------- |
| 2005 | Best Of (Chapter One 1997–2004) TVT Records | — | US156 (2 Wo.)US | — | Erstveröffentlichung: 27. Dezember 2005            |
| 2007 | Retrospective 2 Asylum Records              | — | — | — | Erstveröffentlichung: 11. Dezember 2007            |
| 2014 | Time Travelers & Bonfires Asylum Records    | — | US19 (1 Wo.)US | Rock4 (2 Wo.)Rock | Akustik-Album Erstveröffentlichung: 15. April 2014 |

grau schraffiert: keine Chartdaten aus diesem Jahr verfügbar

## Singles
- 1997: Breathe / School’s Out (Strangeland; Soundtrack)
- 1997: Black (Sevendust)
- 1998: Bitch (Sevendust)
- 1998: Too Close to Hate (Sevendust)
- 1999: Denial (Home)
- 1999: Waffle (Home)
- 1999: Licking Cream (Home; feat. Skin)
- 2000: Home (Home)
- 2000: Going Back to Cali (Take a Bite Outta Rhyme: A Rock Tribute to Rap)
- 2001: Praise (Animosity)
- 2002: Live Again (Animosity)
- 2002: Angel’s Son (Animosity)
- 2002: Crucified (Animosity)
- 2002: Xmas Day (Animosity)
- 2003: Enemy (Seasons)
- 2004: Broken Down (Seasons)
- 2004: Face to Face (Seasons)
- 2005: Ugly (Next)
- 2006: Failure (Next)
- 2006: Pieces (Next)
- 2007: Driven (Alpha)
- 2007: Beg to Differ (Alpha)
- 2008: Prodigal Son (Chapter VII: Hope & Sorrow)
- 2008: The Past (Chapter VII: Hope & Sorrow; feat. Chris Daughtry)
- 2009: Inside (Chapter VII: Hope & Sorrow)
- 2010: Untraveling (Cold Day Memory)
- 2010: Forever (Cold Day Memory)
- 2011: Last Breath (Cold Day Memory)
- 2011: Ride Insane (Cold Day Memory)
- 2013: Decay (Black Out the Sun)
- 2013: Picture Perfect (Black Out the Sun)
- 2014: Black (Acoustic) (Time Travelers & Bonfires)
- 2015: Thank You (Kill the Flaw)
- 2016: Death Dance (Kill the Flaw)
- 2018: Dirty (All I See Is War)
- 2018: Unforgiven (All I See Is War)

## Videoalben und Musikvideos

### Videoalben
- 1998: Live and Loud
- 2001: Retrospect

### Musikvideos
| Jahr | Titel                       | Regie                            |
| ---- | --------------------------- | -------------------------------- |
| 1997 | Black                       | Mark Haefeli                     |
| 1998 | Bitch                       | Mark Haefeli                     |
| 1999 | Denial                      | Paul Andresen                    |
| 1999 | Waffle                      | Marcos Siega                     |
| 2000 | Licking Cream (feat. Skin)  | Ben Joe Dempsey                  |
| 2000 | Bender (feat. Chino Moreno) | Ian Barrett                      |
| 2001 | Praise                      | Glen Bennett                     |
| 2001 | Angel’s Son                 | Noble Jones                      |
| 2002 | Live Again                  | Noble Jones                      |
| 2003 | Enemy                       | Adam Polina                      |
| 2004 | Broken Down                 | Fran Strine                      |
| 2005 | Ugly                        | P. R. Brown                      |
| 2006 | Pieces                      | Fran Strine                      |
| 2007 | Driven                      | Marc Vadeboncoeur, Morgan Murphy |
| 2007 | Beg to Differ               | Morgan Murphy                    |
| 2008 | Prodigal Son                | Jason Sciavicco, Tim Walbert     |
| 2010 | Untraveling                 | Rafael Alcantara                 |
| 2010 | Falcons on Top              | Dale Resteghini                  |
| 2013 | Decay                       | Davo                             |
| 2018 | Dirty                       | Caleb Mallery                    |
| 2018 | Not Original                | Caleb Mallery                    |
| 2018 | Medicated                   | Caleb Mallery                    |
| 2018 | Unforgiven                  | Scott Hansen                     |

## Statistik

### Chartauswertung
|                     | CH    | US     | Rock      |
| ------------------- | ----- | ------ | --------- |
| Nummer-eins-Alben   | CH—CH | US—US  | Rock—Rock |
| Top-10-Alben        | CH—CH | US3US  | Rock8Rock |
| Alben in den Charts | CH2CH | US16US | Rock9Rock |

### Auszeichnungen für Musikverkäufe
Anmerkung: Auszeichnungen in Ländern aus den Charttabellen bzw. Chartboxen sind in ebendiesen zu finden.
| Land/RegionAuszeichnungen für Musikverkäufe (Land/Region, Auszeichnungen, Verkäufe, Quellen) | Gold     | Platin | Verkäufe  | Quellen  |
| -------------------------------------------------------------------------------------------- | -------- | ------ | --------- | -------- |
| Vereinigte Staaten (RIAA)                                                                    | 3× Gold3 | —      | 1.500.000 | riaa.com |
| Insgesamt                                                                                    | 3× Gold3 | —      |           |          |